# Rogier Meijer
Rogier Kriston Meijer (Doetinchem, 5 september 1981) is een voormalig Nederlands betaald voetballer die als middenvelder voor De Graafschap speelde. Sinds de zomer van 2025 is hij 
assistent-trainer bij het Duitse Bayer 04 Leverkusen. Daarvoor was hij zes jaar hoofdtrainer van N.E.C..

## Spelersloopbaan
Meijer begon met voetballen bij VV Zelhem, in de gelijknamige plaats. Vanaf de F-junioren kwam hij bij VV VIOD. Hij speelde kort in de jeugd bij De Graafschap en keerde toen terug bij VIOD waar hij op vijftienjarige leeftijd debuteerde in het eerste elftal. Na twee seizoenen bij RKSV Babberich en een seizoen in de Hoofdklasse bij VV Bennekom kwam hij in 2005 terug bij De Graafschap. Hij begon bij de onder 21 maar kwam al snel bij het eerste team waar hij een basisspeler werd. Het aflopende contract van Meijer werd in de zomer van 2013 niet verlengd, dus vertrok hij transfervrij. Hij bleef echter meetrainen en op 2 september verbond hij zich op amateurbasis wederom aan De Graafschap. Hij speelde uiteindelijk negen seizoenen voor de Superboeren. Hij kwam tot 284 wedstrijden voor de Gelderse club. Hij scoorde daarin vier keer. In het seizoen 2014/15 keerde hij terug bij VIOD.

## Clubstatistieken
| Seizoen | Club          | Competitie     | Competitie | Competitie | Beker | Beker | Overig | Overig | Totaal | Totaal |
| Seizoen | Club          | Competitie     | Wed.       | Dlp.       | Wed.  | Dlp.  | Wed.   | Dlp.   | Wed.   | Dlp.   |
| ------- | ------------- | -------------- | ---------- | ---------- | ----- | ----- | ------ | ------ | ------ | ------ |
| 2005/06 | De Graafschap | Eerste divisie | 35         | 2          | 1     | 0     | 4      | 0      | 40     | 2      |
| 2006/07 | De Graafschap | Eerste divisie | 32         | 0          | 3     | 0     | 0      | 0      | 35     | 0      |
| 2007/08 | De Graafschap | Eredivisie     | 26         | 0          | 1     | 0     | 3      | 0      | 30     | 0      |
| 2008/09 | De Graafschap | Eredivisie     | 32         | 0          | 4     | 0     | 5      | 0      | 41     | 0      |
| 2009/10 | De Graafschap | Eerste divisie | 34         | 1          | 1     | 0     | 0      | 0      | 35     | 1      |
| 2010/11 | De Graafschap | Eredivisie     | 30         | 1          | 1     | 0     | 0      | 0      | 31     | 1      |
| 2011/12 | De Graafschap | Eredivisie     | 31         | 0          | 3     | 0     | 2      | 0      | 36     | 0      |
| 2012/13 | De Graafschap | Eerste divisie | 25         | 0          | 1     | 0     | 2      | 0      | 28     | 0      |
| 2013/14 | De Graafschap | Eerste divisie | 8          | 2          | 0     | 0     | 0      | 0      | 8      | 2      |
| Totaal  | Totaal        | Totaal         | 253        | 6          | 15    | 0     | 16     | 0      | 284    | 6      |

## Trainersloopbaan
Nadat hij eerst in de jeugd bij De Graafschap en N.E.C. trainde, werd Meijer in het seizoen 2019/20 onderdeel van een driemanschap met Adrie Bogers en François Gesthuizen wat als hoofdtrainerschap fungeerde van de Nijmeegse club in de Eerste divisie. Meijer deed dat seizoen de cursus coach betaaldvoetbal. Voor het seizoen 2020/21 werd hij aangesteld als hoofdtrainer van N.E.C. met een optie op een tweede seizoen. Hij won, nadat N.E.C. als zevende geëindigd was, op 23 mei 2021 met de club de finale van de nacompetitie van NAC Breda (1–2). Daardoor promoveerde hij met de club naar de Eredivisie. In het seizoen 2021/22 werd hij elfde in de Eredivisie met de Nijmeegse ploeg en hierna werd zijn contract met een jaar verlengd. Het seizoen erop werd N.E.C. twaalfde en werd het contract van Meijer opnieuw verlengd. 
Na twee nederlagen aan het begin van het seizoen 2023/24 eiste een deel van de achterban van N.E.C. het ontslag van Meijer. N.E.C. hield echter vertrouwen in de trainer en dat betaalde zich uit toen N.E.C. in het linkerrijtje van de Eredivisie eindigde en de bekerfinale haalde. Die bekerfinale werd op 21 april verloren van Feyenoord. In zijn laatste twee seizoenen bij N.E.C. bereikte de club de play-offs om Europees voetbal. Medio 2025 liep zijn contract af.
Meijer werd begin juli 2025 aangesteld als assistent-trainer van Erik ten Hag bij het Duitse Bayer 04 Leverkusen, uitkomend in de Bundesliga.